# 254876 Strommer
254876 Strommer è un asteroide della fascia principale. Scoperto nel 2005, presenta un'orbita caratterizzata da un semiasse maggiore pari a 2,8088648 UA e da un'eccentricità di 0,1706760, inclinata di 8,65007° rispetto all'eclittica.